# Reuben Meade

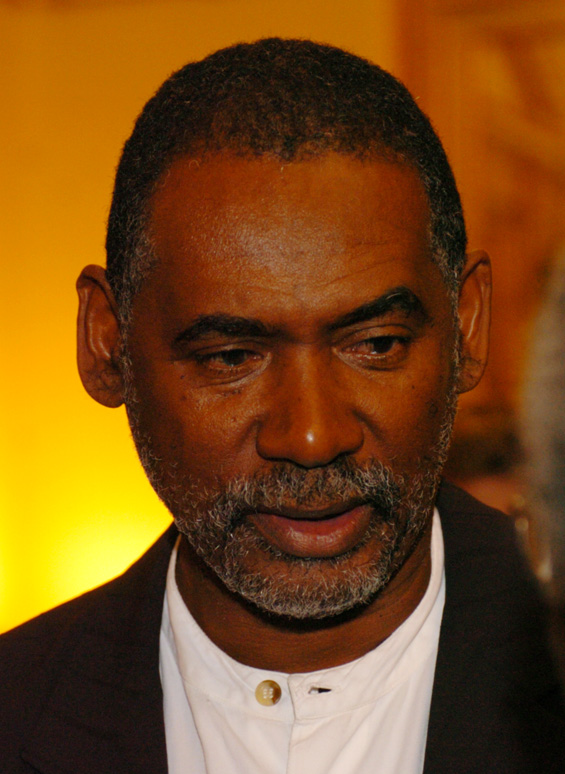
Reuben Meade (2009)

Reuben Meade (* 7. März 1954) ist ein montserratischer Politiker (MCAP). Von 10. September 2009 bis 26. September 2011 war er Chief Minister der Insel und von 2011 bis 2014 Premier von Montserrat. Nach dem Wahlsieg der von ihm geführten United Alliance wurde er am 25. Oktober 2024 erneut Premier von Montserrat.
Nach seinem Studium arbeitete Meade zunächst als Berater, bevor er als Entwicklungsdirektor im Ministerium für Finanzen und Wirtschaftsentwicklung arbeitete. Am 10. Oktober 1991 wurde Meade als vierter Chief Minister Montserrats vereidigt und führte dieses Amt bis zum 13. November 1996. Von 1997 bis 2006 saß er als Oppositionsführer im Parlament, bevor er von 2007 bis 2009 Minister für Landwirtschaft, Land, Wohnen und Umwelt war.
Am 8. September 2009 trat Reuben Meade als Parteichef des Movement for Change and Prosperity bei den vorgezogenen Neuwahlen an. Seine Partei erreichte mit sechs von neun Sitzen die absolute Mehrheit im Parlament. Am 10. September 2009 wurde er als neuer Chief Minister vereidigt. Er löste damit Lowell Lewis von der Montserrat Democratic Party ab.